# Воровка (фильм, 1987)
«Воровка» (англ. Burglar) — кинофильм. Экранизация романа Лоуренса Блока «Вор в шкафу», из серии произведений о Берни Роденбаре. Изначально Берни, как и в романе, должен был быть мужчиной и его должен был играть Брюс Уиллис.
Фильм вызывал по большей части негативную реакцию критиков, указавших, что идея поместить Вупи Голдберг (которая к тому моменту уже зарекомендовала себя, как комедийная актриса) в сюжет криминального триллера была заведомо неудачной. Лоуренс Блок тоже был разочарован экранизацией, поэтому он запретил экранизировать другие его книги про Берни.

## Сюжет
Бернис Роденбарр руководит мелким магазином поддержанных книг, а в свободное время занимается кражами. Однажды с ней связывается Рэй Киршмэн и начинает шантажировать: во время одной из предыдущих краж, за которую её не обвинили, Берни случайно обронила перчатки, на которых остались её отпечатки пальцев. Он требует большую сумму денег за молчание, однако собрать её Берни не так просто — она придерживается принципа грабить только богачей, которые сами не чисты на руку.
Берни узнаёт, что заказчик, ради которого она совершила кражу, умер и поэтому в ближайшее время денег она не получит. Она идёт к её знакомому скупщику, который даёт ей наводку в виде детского дантиста Синтии Шелдрейк. Синтия рассказывает, что Берни должна ограбить её бывшего мужа Кристофера Маршалла, который перед разводом успел умыкнуть к себе её драгоценности. Собственно, от Берни требуется только войти в квартиру, когда там не будет Кристофера (Синития даже даёт ей ключ), найти побрякушки и забрать их, чтобы обеспечить Синтии алиби.
Но всё идёт не по плану. В момент, когда Берни уже нашла драгоценности, туда вваливается Кристофер с какой-то женщиной и Берни вынуждена спрятаться в стенном шкафу, забыв забрать сумку с драгоценностями. Кристофер с женщиной долго и громко занимаются сексом, после чего женщина уходит, но затем приходит какой-то мужчина, который начинает яростно спорить с Кристофером, после чего раздаются звуки борьбы. Выйдя из шкафа Берни с ужасом видит, что её сумка пропала, а на полу лежит мёртвый Кристофер с торчащим из груди инструментом, похожим на штопор.
Штопор оказывается специальным стоматологическим крючком, с помощью которого вырывают зубы, поэтому Синтию задерживают на трое суток по подозрению в убийстве. Разумеется, она сдаёт Берни, но найти ту полиции не удаётся, потому что Берни заблаговременно замела все следы. Адвокат Синтии Карсон Веррилл связывается с Берни и советует ей не высовываться и лучше вообще уехать из страны. Но Берни не собирается сдаваться и хочет узнать правду, пригрозив Карсону, что в случае ареста она тоже сдаст Синтию.
Вспомнив, что у Критофера в квартире было полно сувенирных спичечных коробков из ночных клубов, Берни и её друг Карл Хефлер начинают обходить ночные заведения. В конечном итоге они находят бывшую любовницу Кристофера Фрэнки, от которой узнают, что тот был бабником-бисексуалом. Фрэнки также вспоминает, что Кристофер близко общался с тремя мужчинами: барменом, татуировщиком и каким-то высокопоставленным типом, чьё имя она не запомнила, но тот, заходя в бар, цитировал фразу телеведущего Джони Карсона «А вот и Джонни!».
Берни начинает следить за татуировщиком и выясняет, что при жизни Кристофер и он были вовлечены вместе в махинацию по изготовлению фальшивых денег. Она также приходит к выводу, что убийца прихватил её сумку по ошибке, потому что думал, что там деньги. Однако вскоре татуировщика убивают так же, как и Кристофера. Берни тогда начинает следить за барменом и узнаёт, что он тоже был вовлечён в эту махинацию, но через какое-то время она видит, как того похищают заказчики, для которых изготавливались деньги, но бармен кричит, что деньги у него украли.
Не имея больше никаких зацепок Берни приходит к Синтии, которую как раз выпустили из под ареста. Берни говорит, что по запаху духов она поняла, что это Синтия была той, с кем Кристофер развлекался в ту ночь, и теоретизирует, что Синтия вполне могла нанять киллера, который убил Кристофера после её ухода. Синтия признаёт, что вступала в связь с бывшим мужем, но категорически отрицает последнее. В какой-то момент присутствовавший рядом Карсон Веррилл случайно включает по телевизору «Шоу Джонни Карсона» и внезапно до Берни доходит правда.
На следующий день она звонит Карсону на работу и сообщает, что у неё есть свидетель, который подтвердит её версию того, что это Карсон убил Кристофера. Она назначает ему встречу в парке, требуя принести взамен сумку с драгоценностями. На месте она говорит, что догадалась, что Карсон был любовником Кристофера и убил того, потому что не смог смириться с его неразборчивостью в половых связях. Затем она представляет свидетеля, которым оказывается Фрэнки: та подтверждает, что именно Карсон был тем самым третьим человеком, который тусовался с Кристофером, барменом и татуировщиком, и что Кристофер в своё время рассказал ей, что именно Карсону пришла в голову идея махинации с деньгами.
Фрэнки также сообщает, что Кристофер не доверял Карсону, поэтому записал на аудиоплёнку все их постельные разговоры, и кассеты теперь хранятся у неё. Карсон признаётся в содеянном, после чего ему удаётся отобрать кассеты, но Берни вступает в продолжительную схватку с ним и в конечном итоге выводит его из строя. После чего показывает, что кассеты были липовыми и их использовали для того, чтобы Карсон добровольно признался в убийстве, в то время как все их разговоры записывал с помощью рации сидящий неподалёку Рэй.

## В ролях
| Актёр            | Роль                   |
| ---------------- | ---------------------- |
| Вупи Голдберг    | Бернис Роденбарр       |
| Бобкэт Голдтуэйт | Карл Хефлер            |
| Дж. У. Бейли     | Рэй Киршмэн            |
| Лесли Энн Уоррен | доктор Синтия Шелдрейк |
| Джеймс Хэнди     | Карсон Веррилл         |
| Энн Де Сальво    | детектив Тодрес        |
| Джон Гудмен      | детектив Нюсвондер     |
| Элизабет Руссо   | Фрэнки                 |
| Вито Руджинис    | К. Э. Грейбоу          |
| Гари Хершбергер  | молодой офицер         |
| Итан Филлипс     | бармен                 |